# Рейнс, Джордж
Джордж «Биг Бит» Рейнс (англ. George «Big Beat» Rains), также Джордж «Маэстро малого барабана» Рейнс (англ. George «Snare Master» Rains; 21 августа 1943 года, Форт-Уэрт, Техас, США) — американский блюзовый барабанщик. Номинант Blues Music Awards в категории «Блюзовый барабанщик» (1997, 2002). Универсальный барабанщик, проявил свой талант в блюзе, кантри, джазе и рок-н-ролле.

## Биография
Джордж Рейнс родился в 1943 году в Форт-Уэрте, Техас. 
С подросткового возраста начал играть на барабанах в клубах Форт-Уэста. В 1960-е перебрался в Калифорнию, и играл, аккомпанируя таким музыкантам как Чак Берри, Бо Диддли, Скримин Джей Хокинс, Рой Хэд, Ван Моррисон и Биг Мама Торнтон. В 1967 году записался с Чаком Берри на его сингле «I Can’t Believe»/«Soul Rocking». В 1968 году с группой Sir Douglas Quintet (с которой он сотрудничал до 1980-х) записался на их дебютном альбоме, затем начал работать с Mother Earth, группой Трейси Нельсон, в состав которой он входил с 1967 года. Когда Нельсон перебралась в Нэшвилл, Джордж Рейнс присоединился к группе Боза Скаггса, с которой он записал три альбома, а затем выступал и записывался как сессионный барабанщик. Ближе к середине 1980-х вернулся в Техас, поселился в Остине и стал домашним барабанщиком легендарного клуба Antone's и студии Antone's Records. Там он постоянно играл с такими музыкантами как Марк Казанофф и Сара Браун, выступал и записывался с приезжающими блюзменами: так в 1986 году записался на концертном альбоме Мемфиса Слима и Мэтта Мёрфи. В 1997 году выступил в Карнеги-холле вместе со Стиви Рэй Воном, запись которого вышла в 1997 году. 
С 1990-х записывался в частности с такими музыкантами, как Марша Болл, Джеймс Коттон, Пайнтоп Перкинс, Лу Энн Бартон, Сью Фоули, Лонг Джон Хантер, Снуки Прайор, Кэрол Фран, Ким Уилсон, Гитар Шорти, Роберт Уорд,  Лавель Уайт, W. C. Clark и многими другими. С 1993 года постоянно работал с Джимми Воном. В 1997 и 2002 год номинировался на звание лучшего блюзового барабанщика Blues Music Awards. Обладатель премии Austin Music Awards 1986 года в номинации «Best Drums/Percussion».